# .22 Hornet
 (avril 2025).
Si vous disposez d'ouvrages ou d'articles de référence ou si vous connaissez des sites web de qualité traitant du thème abordé ici, merci de compléter l'article en donnant les références utiles à sa vérifiabilité et en les liant à la section « Notes et références ».
 (avril 2025).
- Si vous ne connaissez pas le sujet, laissez ce bandeau (vous pouvez alors contacter les auteurs).
- Si vous supprimez le contenu mis en cause (vous pouvez préalablement contacter les auteurs),

argumentez précisément cette suppression dans la page de discussion
(un manque de référence n'est pas un argument ; une recherche réelle de référence doit avoir été effectuée, être formellement documentée).
Créée en 1930 par Winchester, la .22 Hornet est une munition pour la chasse des petits nuisibles[C'est-à-dire ?] et le tir de précision jusqu'à 200 m. Les balles utilisées sont de même diamètre que celles de la 22LR.

## Côtes CIP
- Longueur de l'étui :   35,64 mm
- Diamètre du projectile :   5,70 mm
- Diamètre du collet : 6,16 mm
- Longueur de la cartouche : 43,76 mm